# Црна Гора на Светском првенству у атлетици на отвореном 2023.
Црна Гора је на 19. Светском првенству у атлетици на отвореном 2023. одржаном у Будимпешти од 19. до 27. августа учествовала девети пут као самостална земља, са 1 такмичарком која се такмичила у скоку увис.,.
На овом првенству такмичарка Црне Горе није освојила ниједну медаљу, нити остварила неки резултат.

## Учесници
Жене:
- Марија Вуковић —  Скок увис

## Резултати

### Жене
| Атлетичарка    | Дисциплина | Лични рекорд | Квалификације | Квалификације | Финале                | Финале       | Детаљи |
| Атлетичарка    | Дисциплина | Лични рекорд | Резултат      | Место         | Резултат              | Место        | Детаљи |
| -------------- | ---------- | ------------ | ------------- | ------------- | --------------------- | ------------ | ------ |
| Марија Вуковић | Скок увис  | 1,97 НР      | 1,85          | 14. у гр. Б   | Није се квалификовала | 25 / 34 (35) |        |